# Iryna Olchownikowa
Iryna Wołodymyriwna Olchownikowa (ukr. Ірина Володимирівна Ольховнікова, ros. Ирина Владимировна Ольховникова, ur. 4 czerwca 1959 w Zaporożu) – ukraińska lekkoatletka reprezentująca Związek Radziecki, sprinterka, medalistka mistrzostw Europy w 1982.

## Kariera sportowa
Wystąpiła na mistrzostwach Europy juniorów w 1977 w Doniecku, gdzie odpadła w półfinale biegu na 200 metrów a sztafeta 4 × 100 metrów z jej udziałem została zdyskwalifikowana.
Zdobyła brązowy medal w sztafecie 4 × 400 metrów (która biegła w składzie: Jelena Korban, Olchownikowa, Olga Miniejewa i Irina Baskakowa), a także zajęła 5. miejsce w sztafecie 4 × 100 metrów i odpadła w eliminacjach biegu na 200 metrów na mistrzostwach Europy w 1982 w Atenach.
Na uniwersjadzie w 1983 w Edmonton Olchownikowa zdobyła brązowy medal w sztafecie 4 × 100 metrów (sztafeta radziecka biegła w składzie: Marina Romanowa, Marina Mołokowa, Olchownikowa i Olga Antonowa), a w biegu na 200 metrów zajęła 6. miejsce. Zajęła 6. miejsce w sztafecie 4 × 100 metrów i odpadła w półfinale biegu na 200 metrów na mistrzostwach świata w 1983 w Helsinkach. Zajęła 3. miejsce w sztafecie 4 × 100 metrów w finale A pucharu Europy w 1983 w Londynie.
Olchownikowa była mistrzynią ZSRR w biegu na 200 metrów w 1983, wicemistrzynią w tej konkurencji w 1982, a także brązową medalistką w biegu na 200 metrów w hali w 1982.

## Rekordy życiowe
Iryna Olchownikowa miała następujące rekordy życiowe:
- bieg na 200 metrów – 22,84 s (3 lipca 1982, Indianapolis)
- bieg na 400 metrów – 51,19 s (14 sierpnia 1982, Kijów)